# Chi Kiều mạch
Chi Kiều mạch (danh pháp: Fagopyrum) là một chi thực vật có hoa thuộc họ Rau răm (Polygonaceae). Chi này gồm 15-16 loài, trong đó có hai loài cung cấp lương thực có tầm quan trọng đáng kể là kiều mạch hay kiều mạch Nhật Bản (danh pháp hai phần: Fagopyrum esculentum) và kiều mạch Tartar (danh pháp hai phần: Fagopyrum tataricum). Các loài cây này có công dụng tương tự nhau và được phân vào loại giả ngũ cốc, tức là chúng được sử dụng như là ngũ cốc nhưng lại không thuộc về họ Hòa thảo (Poaceae hay Gramineae). Lưu ý là hai loại kiều mạch này còn có tên gọi là lúa mạch hay lúa mạch đen, nhưng chúng không phải là lúa thực thụ. 